# Antonio Caccia der Ältere
Antonio Caccia der Ältere (* 22. Januar 1806 in Morcote; † 27. August 1875 in Como) war ein Schweizer Schriftsteller italienischer Sprache. Er war der Onkel von Antonio Caccia dem Jüngeren.

## Leben
Nach seinem Medizinstudium in Rom schrieb er seine Doktorarbeit in Botanik und Rechtsmedizin in Edinburgh und Cambridge. Danach kehrte er ins Tessin zurück und wurde zum Oberst der Nationalgarde des Kantons Tessin ernannt. Als Reisender besuchte er u. a. die USA, durchquerte Sibirien und stiess bis China vor, worüber er Reiseberichte verfasste.

## Werke
- Un viaggio in Grecia, Costantinopoli, ad Odessa e nella Crimea nel 1839. Reisebericht, Tipografia Giuseppe Bianchi, Lugano 1840.
- La Russia. Reisebericht, Tipografia Fioratti, Lugano 1848.
- L’Impero Celeste. Reisebericht, Francesco Sanvito, Milano 1858.
- Il castello di Morcote o dispotismo e libertà, historischer Roman, Francesco Sanvito, Milano 1861.
- Napoleone III. historisch-politisches Gedicht, Tipografia Francesco Veladini, Lugano 1872.